# 미니어처 공원

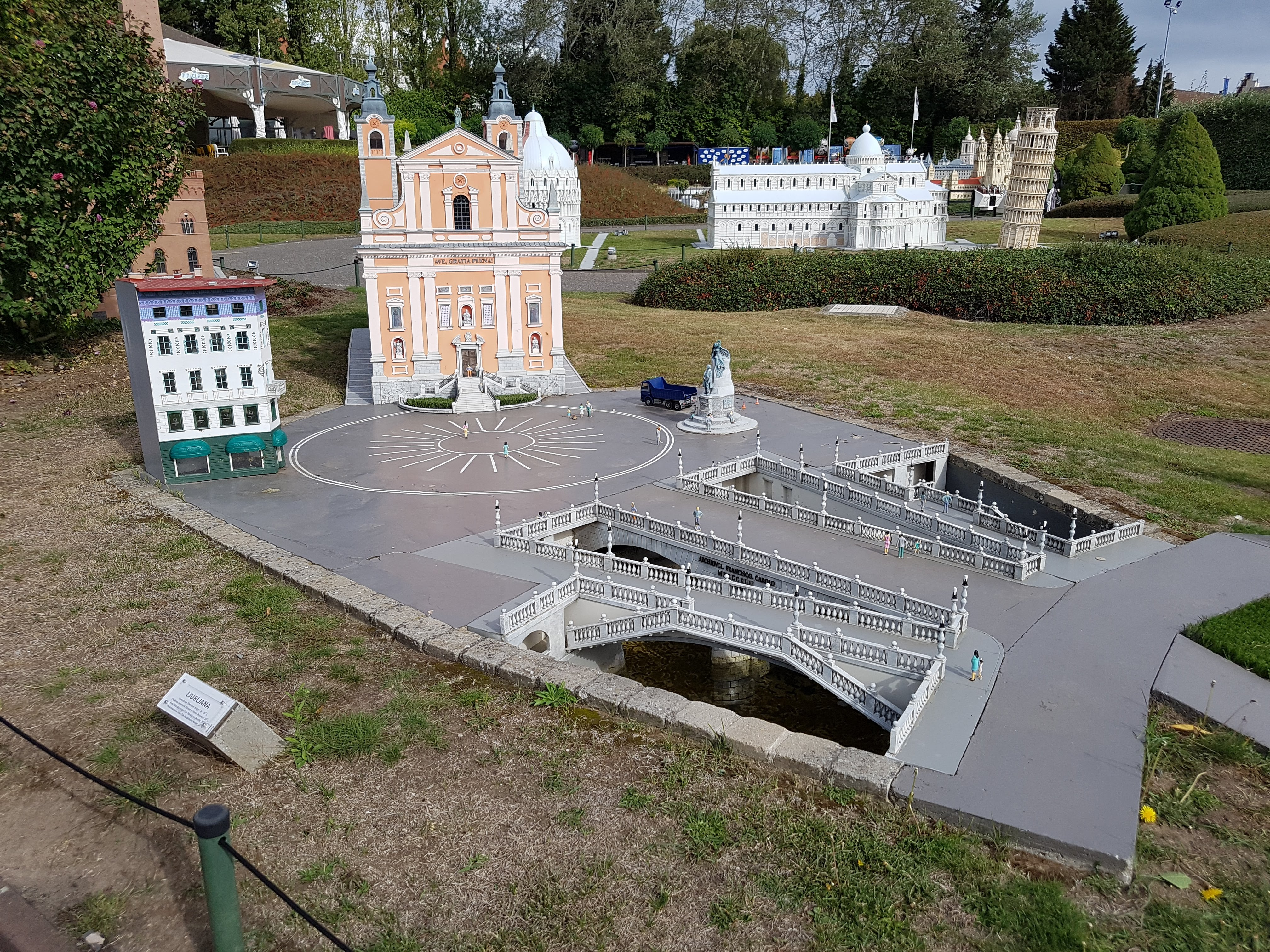
벨기에 브뤼셀에 있는 미니 유럽 파크

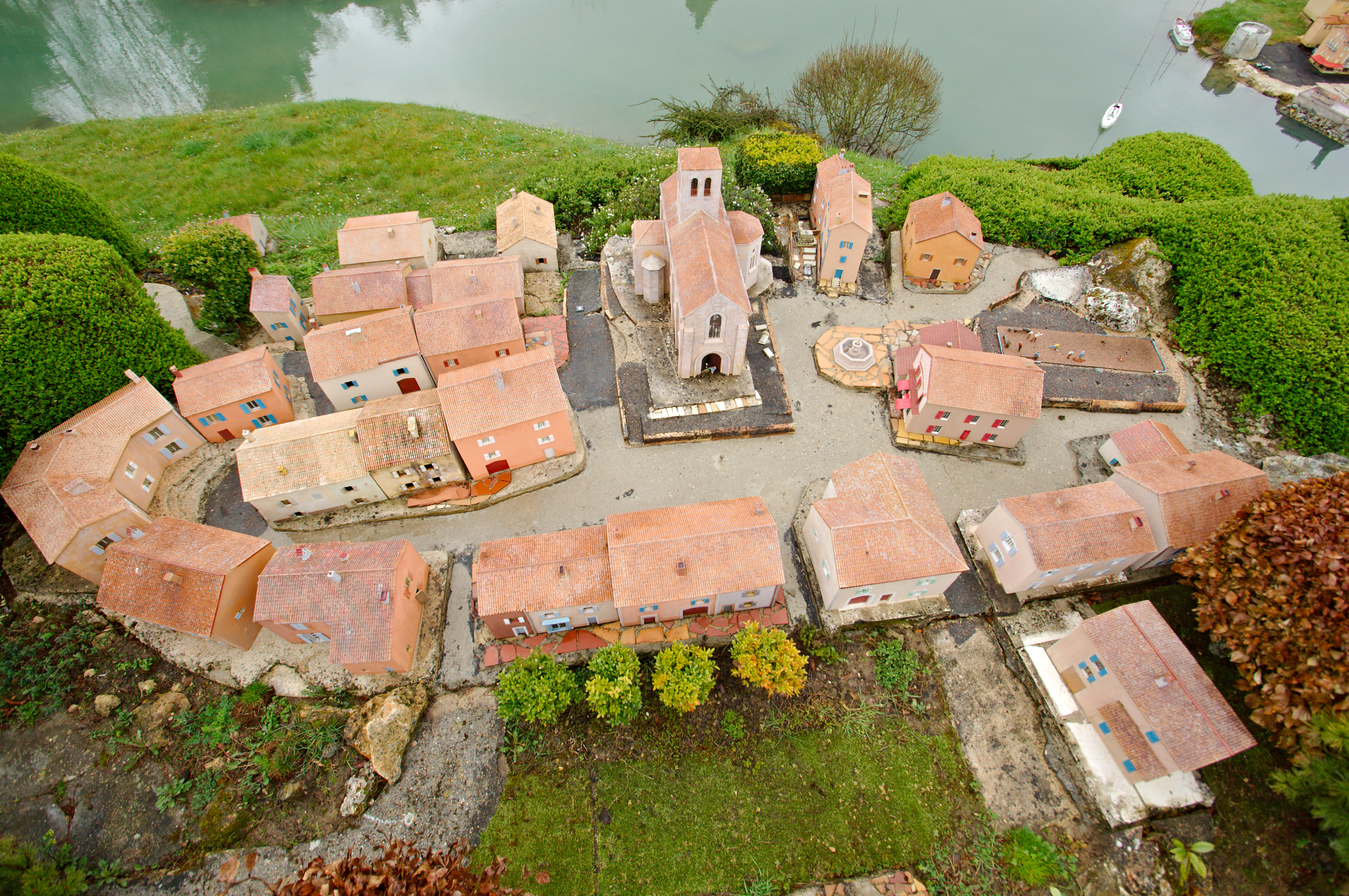
프랑스 프랑스 미니어처, 엘랑쿠르의 프로방스 마을 모형

미니어처 공원은 실제보다 작게 만든 건축물을 모아 놓은 공원을 의미한다.

## 개요
주로 실제 유명 건축물을 재현한 곳으로 역사와 문화를 학습하는 것을 목적으로 하고 있으며, 일종의 야외 박물관이라고 할 수 있다.

## 미니어처 공원의 예
- 미니문두스
- 미니 유럽
- 레고랜드 빌룬
- 마두로담
- 테오티우아칸
- 아인스월드
- 소인국 테마파크
- 세계지창
- 미니 이스라엘[1]